# Karen Hækkerup
Karen Angelo Hækkerup z domu Schmidt (ur. 12 czerwca 1974 w Hillerød) – duńska polityk, parlamentarzystka, w latach 2011–2014 minister w różnych resortach.

## Życiorys
Urodziła się w rodzinie nauczyciela i psycholog. Studiowała historię na Odense Universitet, a następnie nauki polityczne na Uniwersytecie Kopenhaskim.
Zaangażowała się w działalność polityczną w ramach Socialdemokraterne, w latach 1998–2005 była radną miejską w Kopenhadze. Z ramienia socjaldemokratów w 2005 po raz pierwszy uzyskała mandat posłanki do Folketingetu, z powodzeniem ubiegała się o reelekcję w kolejnych wyborach w 2007 i 2011. W październiku 2011 dołączyła do pierwszego rządu Helle Thorning-Schmidt jako minister spraw społecznych i integracji. W sierpniu 2013 przeszła na stanowisko ministra ds. żywności, rolnictwa i rybołówstwa, zaś w grudniu tegoż roku została ministrem sprawiedliwości. Pozostała na tej funkcji również w powołanym w lutym 2014 drugim rządzie dotychczasowej premier.
Z rządu i parlamentu odeszła w październiku 2014 w związku z objęciem stanowiska dyrektora generalnego Landbrug & Fødevarer, największej organizacji lobbingowej duńskich producentów rolnych.
Jej mężem jest polityk Ole Hækkerup, ma troje dzieci.